# Liste des œuvres de Hugo van der Goes
Liste des œuvres du peintre primitif flamand Hugo van der Goes :

## Peintures attribuées
| Tableau | Titre                                                                                             | Date           | Matériaux et dimensions                                           | Lieu d’exposition                                                                             |
| ------- | ------------------------------------------------------------------------------------------------- | -------------- | ----------------------------------------------------------------- | --------------------------------------------------------------------------------------------- |
|         | Adoration des mages (Retable de Monforte)                                                         | vers 1470      | Huile sur panneau 147 × 242 cm + 9 × 76,3 cm                      | Gemäldegalerie, Berlin                                                                        |
|         | Triptyque de saint Hippolyte (panneau central et volet droit de Dirk Bouts)                       | vers 1475      | Huile sur panneau 92 × 41 cm (gauche)                             | Trésor de la cathédrale Saint-Sauveur, Bruges                                                 |
|         | Triptyque Portinari                                                                               | vers 1470      | Huile sur panneau 253 × 586 cm                                    | Galerie des Offices, Florence                                                                 |
|         | Diptyque de Vienne                                                                                | vers 1475      | Huile sur panneau 32,3 × 21,9 cm (gauche) 34,4 × 22,8 cm (droite) | Kunsthistorisches Museum, Vienne                                                              |
|         | Diptyque de Vienne, Sainte Geneviève (revers du panneau gauche)                                   | vers 1475      | Huile sur panneau 41 × 30,5 cm                                    | Kunsthistorisches Museum, Vienne                                                              |
|         | Grande descente de croix ou La Vierge et saint Jean (fragment)                                    | vers 1475-1480 | Huile sur panneau 42 × 46,1 cm                                    | Christ Church Picture Gallery (en), Oxford                                                    |
|         | Portrait d'un homme priant avec saint Jean-Baptiste                                               | vers 1475      | Huile sur panneau 32 × 22,5 cm                                    | Walters Art Museum, Baltimore                                                                 |
|         | Portrait d'homme                                                                                  | vers 1475      | Huile sur panneau ovale 31,8 × 26 cm                              | Metropolitan Museum of Art, New York                                                          |
|         | Portrait d'un vieil homme                                                                         | 1475 (après)   | Huile sur panneau ovale 22,2 × 16,5 cm                            | Metropolitan Museum of Art, New York                                                          |
|         | Vierge à l'Enfant dite au croissant de Lune                                                       | 1476 (après)   | Huile sur toile 40,5 × 27 cm                                      | Musei Civici, Pavie                                                                           |
|         | Retable de la Trinité ou Volets Bonkil                                                            | vers 1478-1479 | Huile sur panneau 4 panneaux de 202 × 100,5 cm                    | National Gallery of Scotland, Édimbourg                                                       |
|         | Diptyque de la Déposition de la Croix (Détail volet gauche)                                       | vers 1480      | tempera sur panneau 53,5 × 38,5 cm                                | The Phoebus Foundation (en), Anvers, passé en vente chez Sotheby's le 28 janvier 2021 (lot 7) |
|         | Diptyque de la Déposition de la Croix (Détail volet droit)                                        | vers 1480      | tempera sur panneau 53,5 × 38,5 cm                                | Gemäldegalerie, Berlin                                                                        |
|         | Mort de la Vierge                                                                                 | vers 1480      | Huile sur panneau 147,8 × 122,5 cm                                | Groeningemuseum, Bruges                                                                       |
|         | Saint Luc dessinant la Vierge                                                                     | vers 1475-1480 | Huile sur panneau 104,5 × 62,4 cm                                 | Museu Nacional de Arte Antiga, Lisbonne                                                       |
|         | L'Adoration des bergers                                                                           | vers 1480      | Huile sur panneau 97 × 245 cm                                     | Gemäldegalerie, Berlin                                                                        |
|         | Vierge à l'Enfant (panneau central du triptyque, les autres sont d'un artiste différent, inconnu) | vers 1480/1490 | Huile sur panneau 30 × 23 cm                                      | Städelsches Kunstinstitut, Francfort-sur-le-Main                                              |

## Peintures attribuées à son entourage
| Tableau | Titre                    | Date      | Matériaux et dimensions          | Lieu d’exposition                    |
| ------- | ------------------------ | --------- | -------------------------------- | ------------------------------------ |
|         | Portrait d'un bénédictin | vers 1478 | Huile sur panneau 25,1 × 18,7 cm | Metropolitan Museum of Art, New York |

## Dessins
| Tableau | Titre               | Date           | Matériaux et dimensions                                                         | Lieu d’exposition                          |
| ------- | ------------------- | -------------- | ------------------------------------------------------------------------------- | ------------------------------------------ |
|         | Jacob et Rachel     | vers 1470-1475 | Plume et encre brune, pinceau et pigment brun, souligné de blanc 338 × 572 mm   | Christ Church Picture Gallery (en), Oxford |
|         | Christ sur la croix | vers 1475-1480 | Pinceau et pigment brun, surligné en blanc, sur papier gris-violet 258 × 204 mm | Royal Collection, Château de Windsor       |